# Xã Polk, Quận Wapello, Iowa
Xã Polk (tiếng Anh: Polk Township) là một xã thuộc quận Wapello, tiểu bang Iowa, Hoa Kỳ. Năm 2010, dân số của xã này là 584 người.